# Paweł Grzonka
Paweł Grzonka (ur. 9 maja 1984) – polski chodziarz sportowy i trener.

## Kariera sportowa
W czasie kariery juniorskiej zdobywał brązowe medale w chodzie na dystansach 5000 m i 10 km (2003). W 2004 zdobył srebrny medal młodzieżowych mistrzostw Polski w chodzie na 20 km.
W 2004 roku zajął 3. miejsce na mistrzostwach Polski seniorów w chodzie na 50 km na zawodach rozegranych w Rumi. Osiągnięcie to powtórzył w 2006 na zawodach rozegranych w Hucie Krzeszowskiej.
Starty w chodzie zakończył w 2011 roku. Potem biegał długie dystanse, m.in. zajął 8 miejsce na mistrzostwach Polski w maratonie w 2016 roku.
W latach 1998–2006 reprezentował klub Olimpia Bytów, następnie od 2007 do 2015 MKL Szczecin, by na 2016 rok wstąpić do MLKS Baszty Bytów.
Po karierze zawodniczej działał jako trener m.in. chodziarzy Adriana Błockiego, Damiana Błockiego, Artura Brzozowskiego oraz biegaczki ultramaratońskiej, brązowej medalistki mistrzostw Europy w biegu 24-godzinnym Małgorzaty Pazdy-Pozorskiej. Był trenerem kadry narodowej w chodzie.

## Osiągnięcia

### Seniorzy – krajowe
| Rok  | Impreza                     | Miejsce          | Konkurencja   | Pozycja    | Wynik    |
| ---- | --------------------------- | ---------------- | ------------- | ---------- | -------- |
| 2004 | Mistrzostwa Polski seniorów | Spała            | chód na 50 km | 3. miejsce | 4:17:06. |
| 2006 | Mistrzostwa Polski seniorów | Huta Krzeszowska | chód na 50 km | 3. miejsce | 4:26:24  |

### Juniorzy – krajowe
| Rok  | Impreza                          | Miejsce  | Konkurencja    | Pozycja    | Wynik    |
| ---- | -------------------------------- | -------- | -------------- | ---------- | -------- |
| 2003 | Mistrzostwa Polski juniorów      | Warszawa | chód na 5000 m | 3. miejsce | 22:27,95 |
| 2003 | Mistrzostwa Polski juniorów      | Zamość   | chód na 10 km  | 3. miejsce | 47:00,55 |
| 2005 | Mistrzostwa Polski młodzieżowców | Gdańsk   | chód na 20 km  | 2. miejsce | 1:29:18  |